# Arab Radio and Television Network
ART (Arab Radio and Television Network), privat TV-företag för arabisk-språkiga program, med säte i Italien. Det startade sina sändningar 1994 med fyra kanaler, och har växt snabbt sedan dess. Grundaren är den berömde Saudiarabiske affärsmannen Shejk Saleh Kamel och hans holdingbolag Dallah al-Baraka, som innan dess deltog i att starta MBC (Middle East Broadcasting Centre).